# Vườn quốc gia Aggtelek
Vườn quốc gia Aggtelek (tiếng Hungari: Aggteleki Nemzeti Park) là một vườn quốc gia ở miền bắc Hungari, trong vùng carxtơ Aggtelek. Vườn quốc gia này được thành lập từ năm 1985 có diện tích là 198,92 km² (trong đó 39,22 km² được gia tăng bảo vệ). Các hang động trong Vườn quốc gia này được UNESCO đưa vào danh sách Di sản thế giới từ năm 1995. Các giá trị quan trọng nhất của vườn quốc gia là sự hình thành bề mặt và hang động đá vôi tuyệt đẹp.

## Lịch sử
Các tài liệu về khu vực này bắt đầu từ năm 1549. Đến năm 1920, nó đã là điểm thu hút khách du lịch. Nó được thành lập như là một vườn quốc gia từ năm 1985, và một Di sản thế giới của UNESCO từ năm 1995.

## Mô tả
Vườn quốc gia này bao gồm 280 hang động cón kích cỡ khác nhau, trong đó có hang Baradla dài 26 km, trong đó 8 km thuộc lãnh thổ Slovakia mang tên hang Domica. Một số hang động khác chẳng hạn như hang Peace (hang Hòa Bình) là nơi có nhà điều dưỡng cho các bệnh nhân bị hen suyễn.
Ngoài ra, vườn quốc gia còn có hệ động thực vật vô cùng phong phú như là Kỳ giông lửa, Ngựa lùn Hucul, Diều thường, Đại bàng đầu nâu, Chim lội suối, Hươu đỏ, Linh miêu Á-Âu, Sói xám, Lợn rừng, Tước mào vàng, Muỗm bụi và một số loài Bướm

## Hình ảnh

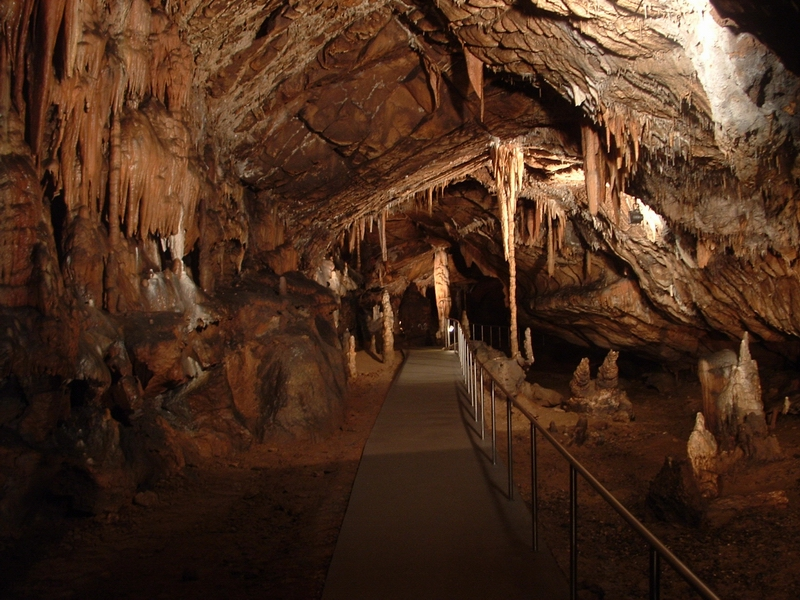
Baradla tại Aggtelek
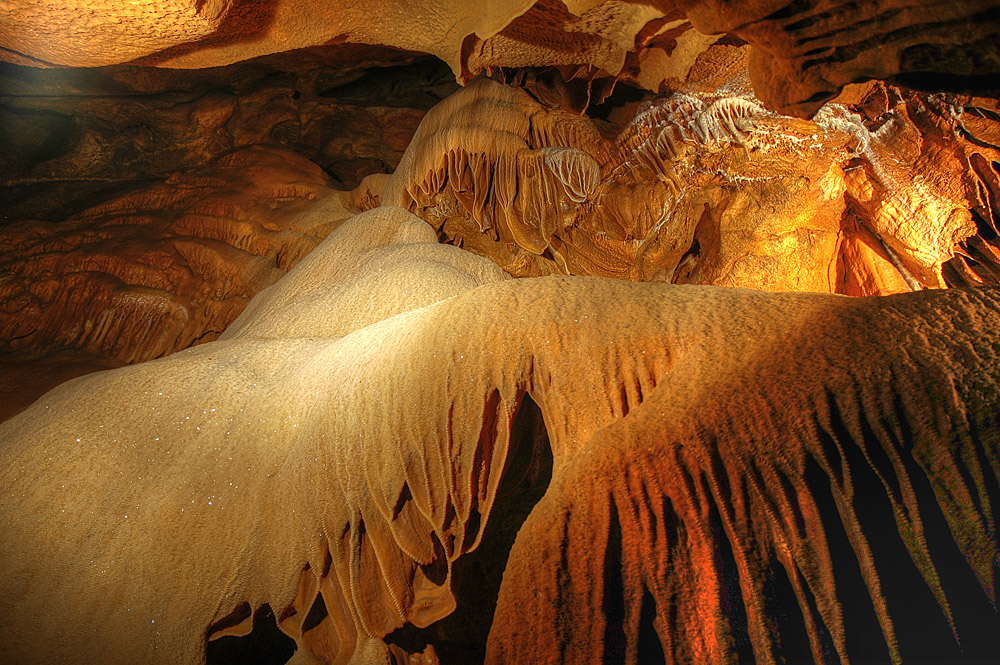
Hang động Vass Imre ở Jósvafő
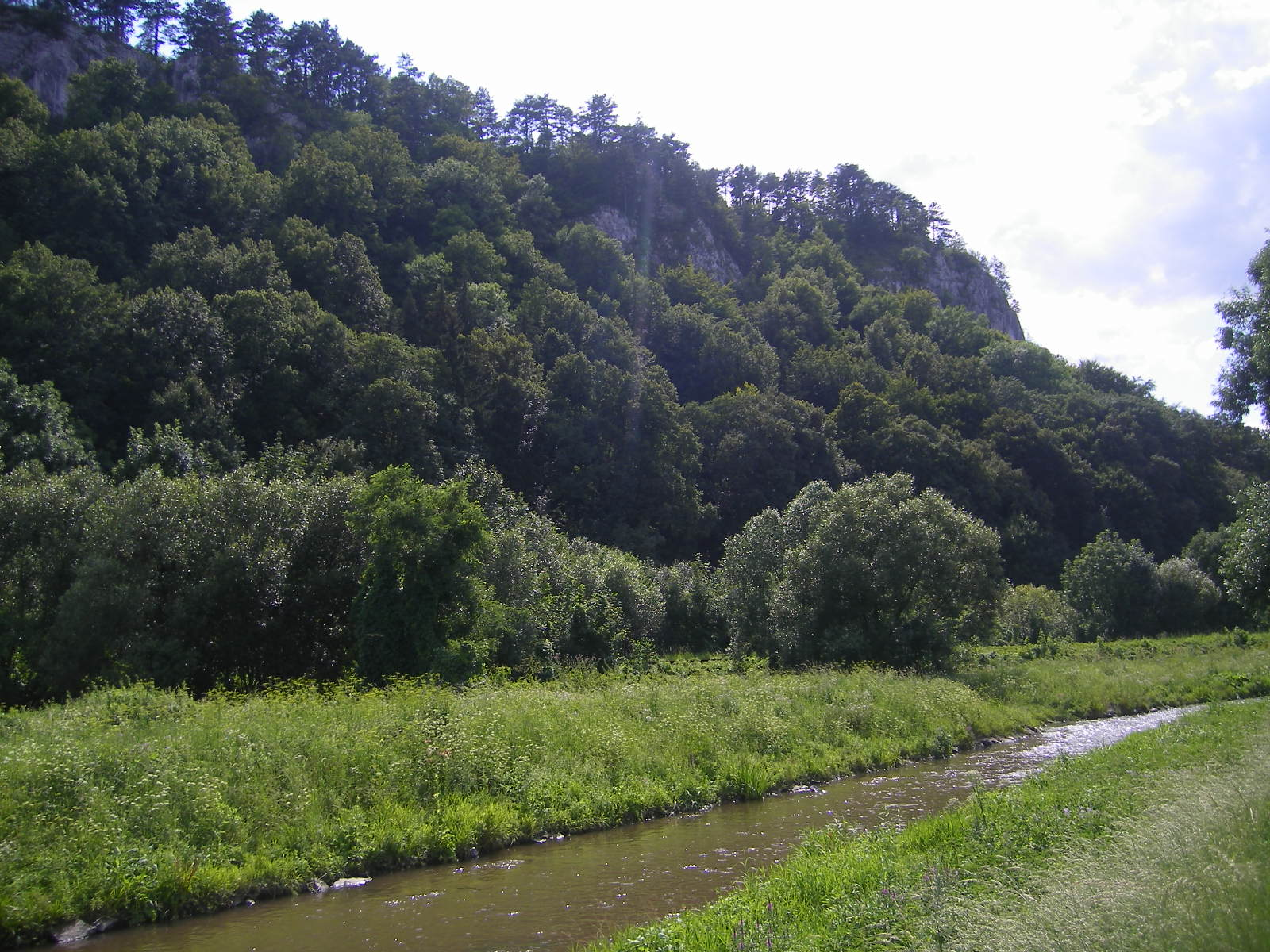
Sông Bódva
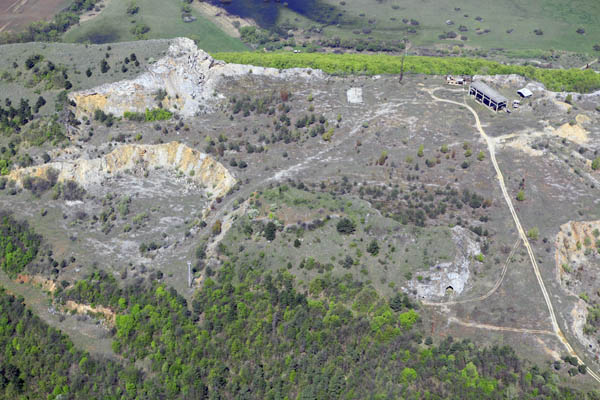
Ảnh trên không của Esztramos-hegy